# Белавский сельсовет
Бела́вский сельсове́т — административно-территориальное образование и упразднённое муниципальное образование (сельское поселение 2006—2019 гг.) в Воротынском районе Нижегородской области России.
Административный центр — село Белавка.

## Географическое положение
Белавский сельсовет находится на востоке Воротынского района Нижегородской области возле автотрассы «Волга». В состав сельсовета , помимо Белавки, входит село Берёзов Майдан. Сельсовет на востоке граничит с Ядринским районом Чувашии, на западе с Семьянским сельсоветом. По территории сельсовета протекает река Белавка, впадающая в Суру.

## Население
| 2002 | 2010  | 2012  | 2013  | 2014  | 2015  | 2016 |
| ---- | ----- | ----- | ----- | ----- | ----- | ---- |
| 1027 | ↘1001 | ↗1015 | ↘1014 | ↗1025 | ↘1002 | ↘991 |
| 2017 | 2018  | 2019  |       |       |       |      |
| ↘978 | ↘927  | ↘904  |       |       |       |      |

## Состав
В состав сельсовета входят 2 населённых пункта:
| № | Населённый пункт | Тип населённого пункта | Население |
| - | ---------------- | ---------------------- | --------- |
| 1 | Белавка          | село                   | ↗733      |
| 2 | Берёзов Майдан   | село                   | ↘268      |